# المقبرة الملكية (العراق)

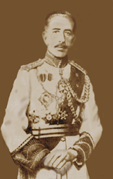
الملك فيصل الأول مؤسس المملكة العراقية

المقبرة الملكية هي الموقع الذي دفنت به رفات العائلة المالكة العراقية في بغداد، وكانت تُسمّى كذلك الضريح الملكي، وتتضمن المقبرة القبور التالية:
- قبر الملك فيصل الأول (1883-1933).
- قبر الملك غازي (1912-1939).
- قبر الملك فيصل الثاني، (1935-1958).
- قبر الملكة حزيمة.
- قبر الملكة عالية.
- قبر الملك علي بن الحسين ملك الحجاز (1879-1935).
- قبر الأميرة جليلة بنت الملك علي بن الحسين.
- قبر الأميرة رئيفة بنت الملك فيصل الأول.

وفي حديقة المقبرة الملكية دفن قبران أحدهما يعود إلى جعفر العسكري الذي كان أول وزير دفاع بعد تشكيل الحكومة العراقية 1921 والذي دفن في المقبرة الملكية تكريماً لمنصبهِ الوزاري، وكان قد قتل في محافظة ديالى عام 1936، حينما ذهب ليتفاوض مع قائد الانتفاضة بكر صدقي، أما القبر الآخر فهو لرستم حيدر رئيس التشريفات الملكية ووزير المالية.

## موقع المبنى والتصميم الهندسي
أُنشئت المقبرة الملكية أو الضريح الملكي بين عامي 1934م و 1936م، بيد المعماري البريطاني جي بي كوبر، والمقبرة الملكية عبارة عن مبنى يقع في منطقة الأعظمية بين مبنى الجامعة العراقية ومنطقة السفينة، تحيطه الشوارع من جميع الجهات فهو كالجزيرة. وبني بأسلوب العمارة الإسلامية ولهُ ثلاث قباب جميلة مكسوة بالكاشي الأزرق، ومزخرف بزخارف إسلامية وبفن معماري مميز.
وبُني مبنى المقبرة الملكية من صخر الجلمود المسمى (حجر الشاطئ) وهي مغلفة بالطابوق أما الأبواب والنوافذ فمصنوعة من خشب الصاج.

## الترميم

مصطفى الكاظمي يمشي مع مجموعة من المسؤولين العراقيين في فناء وحديقة المقبرة الملكية أثناء الافتتاح بعد الترميم يوم 27 آذار سنة 2021

في يوم 27 آذار سنة 2021، افتتحت المقبرة الملكية بعد ترميمها، وأُعلن قبل ذلك أن ملك الأردن عبد الله بن الحسين، سوف يزور المقبرة يوم 26 آذار بعد اجتماعه الثلاثي في بغداد مع رئيس وزراء العراق ورئيس جمهورية مصر.

## صور للقبور في المقبرة

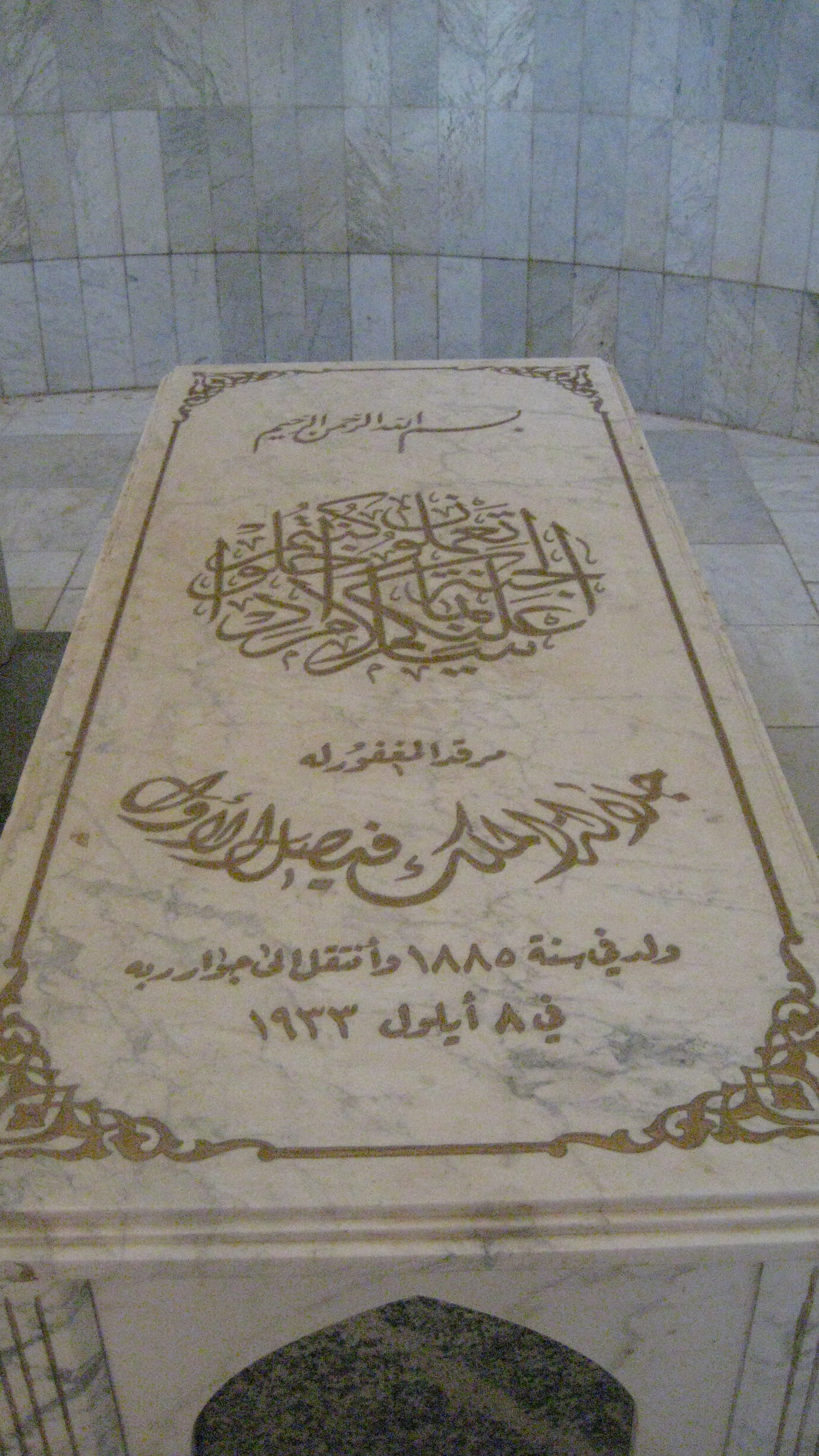
قبر الملك فيصل الأول
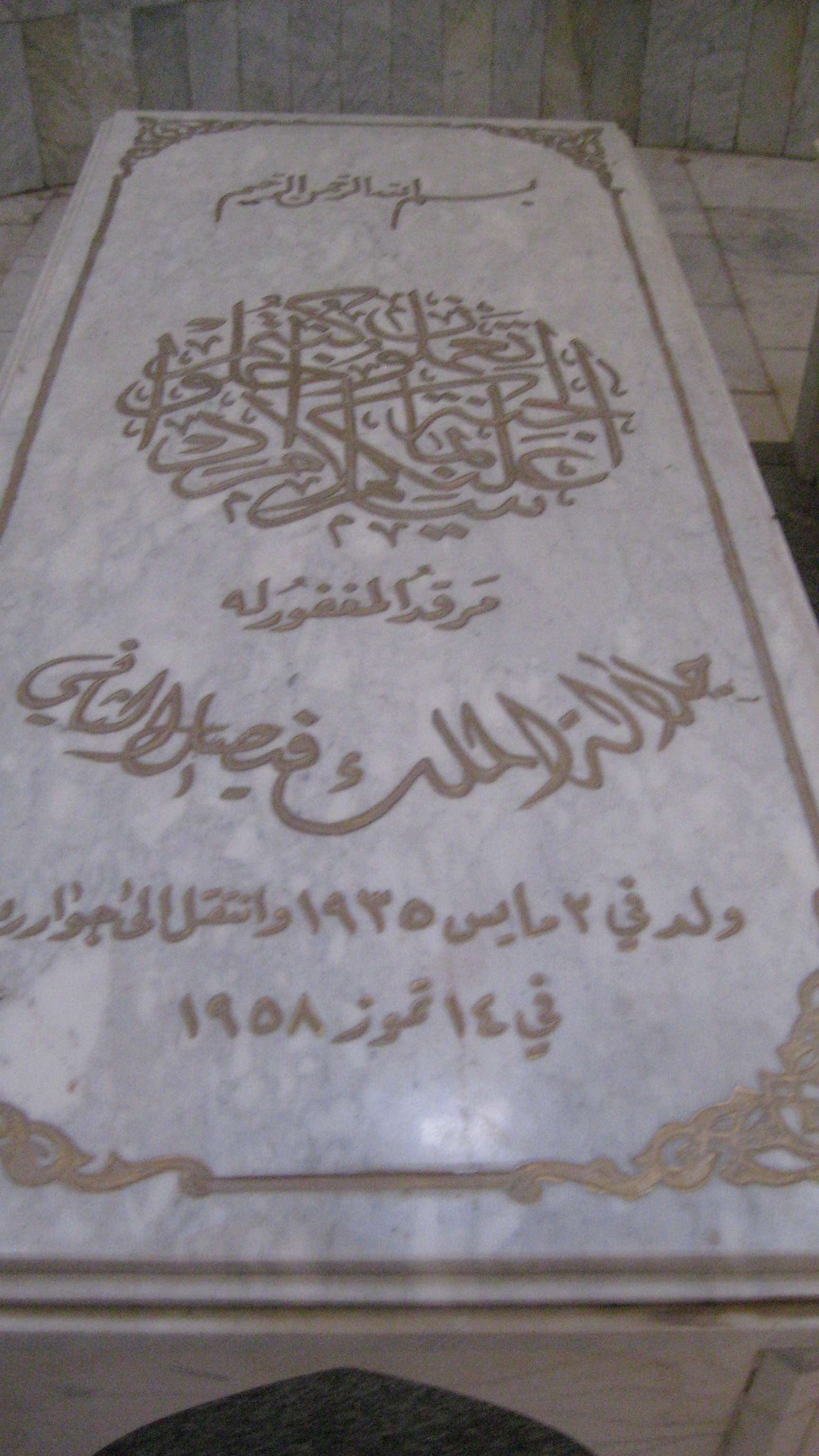
قبر الملك فيصل الثاني
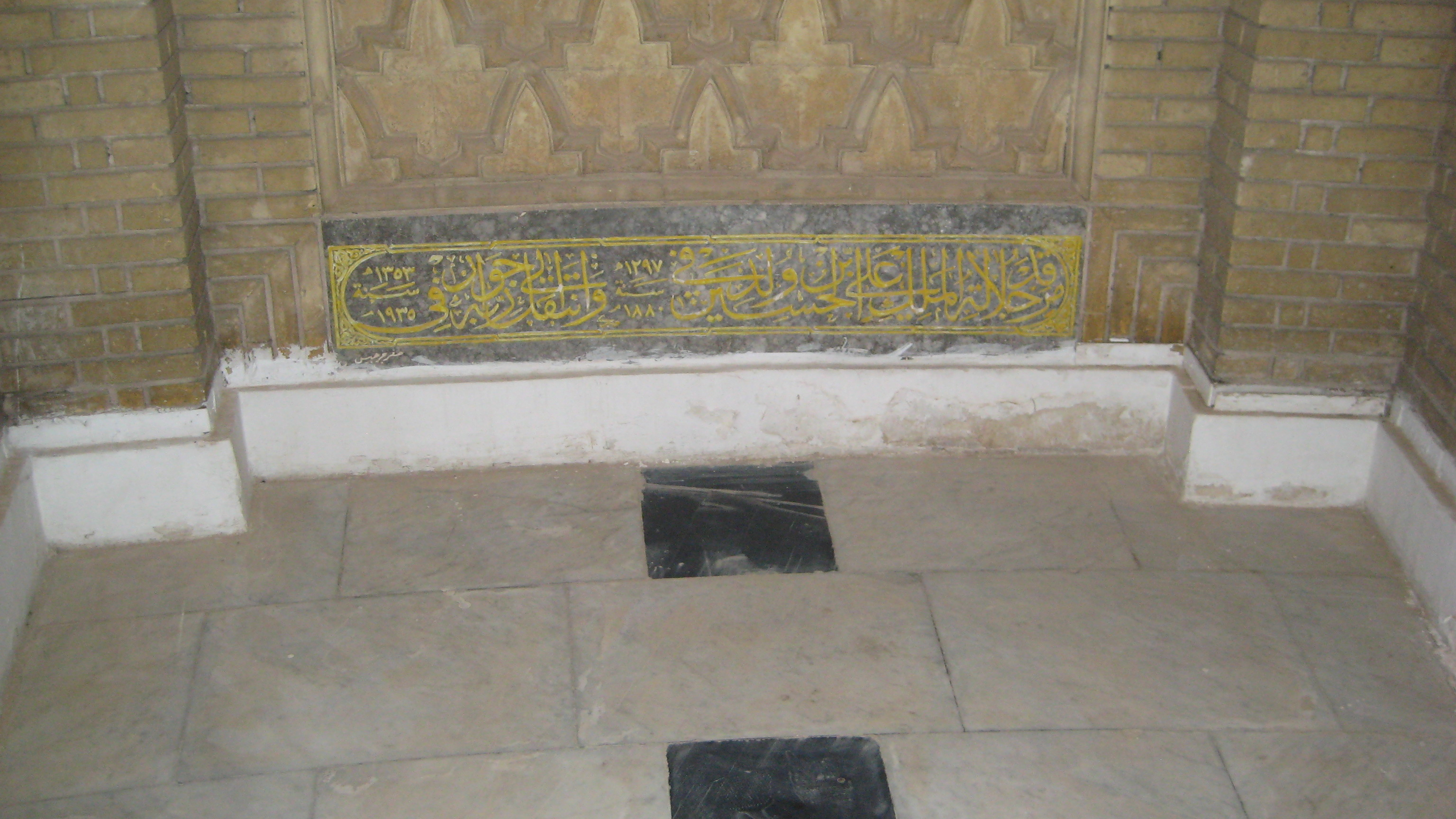
قبر الملك علي بن الحسين (1879-1935)
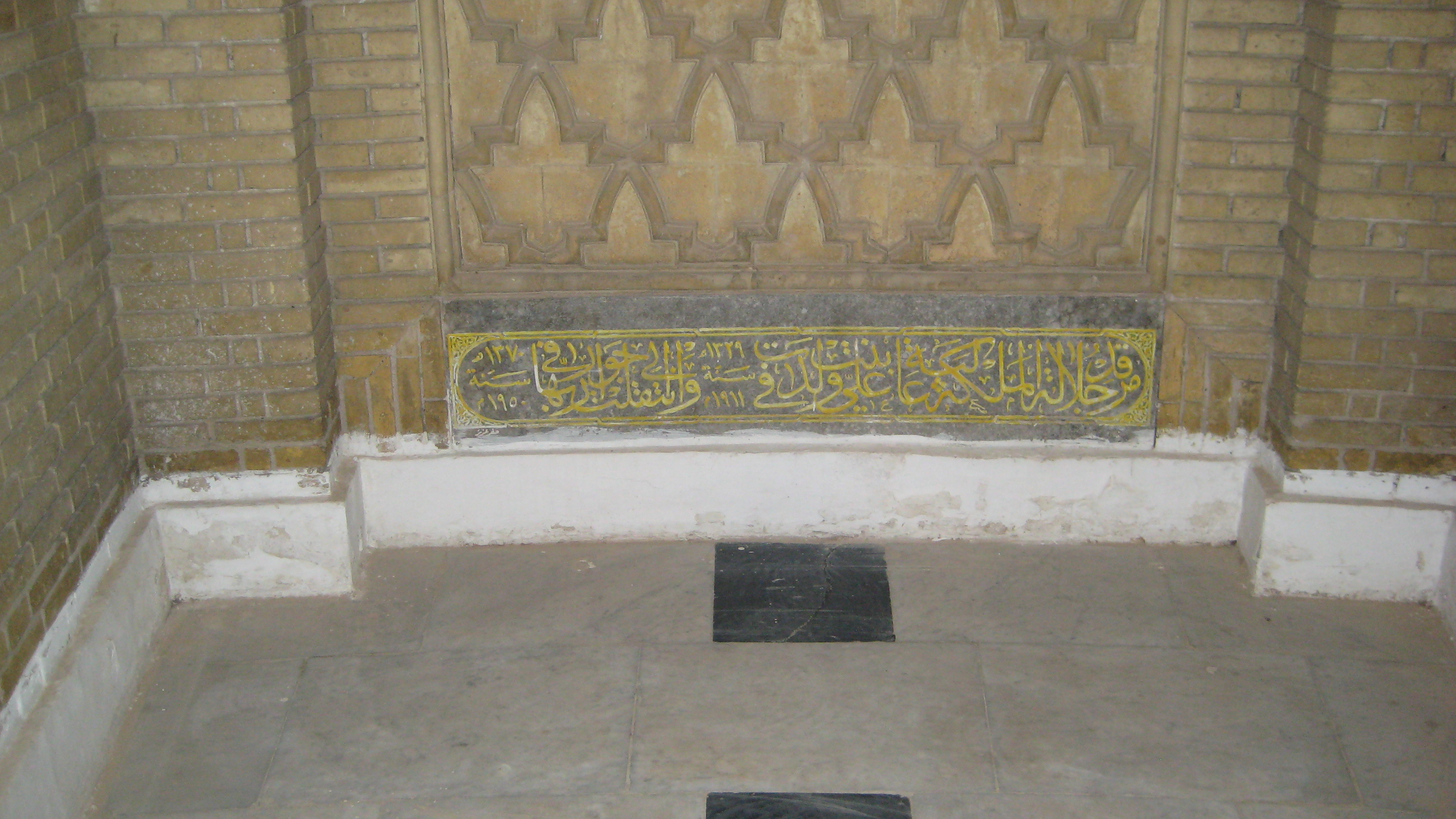
قبر الملكة عالية بنت علي (1911 - 1950)
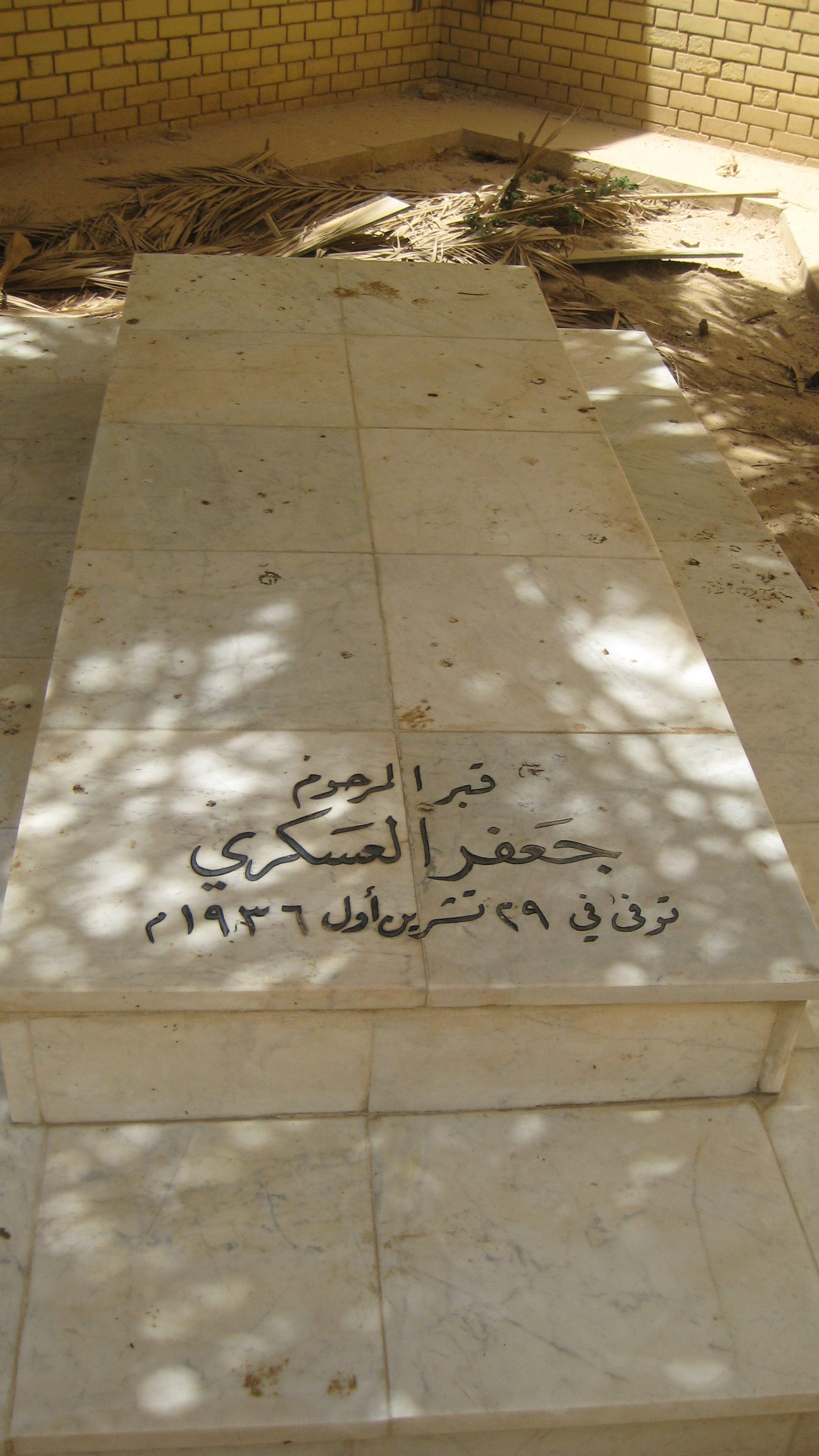
قبر جعفر العسكري (1886-1936)
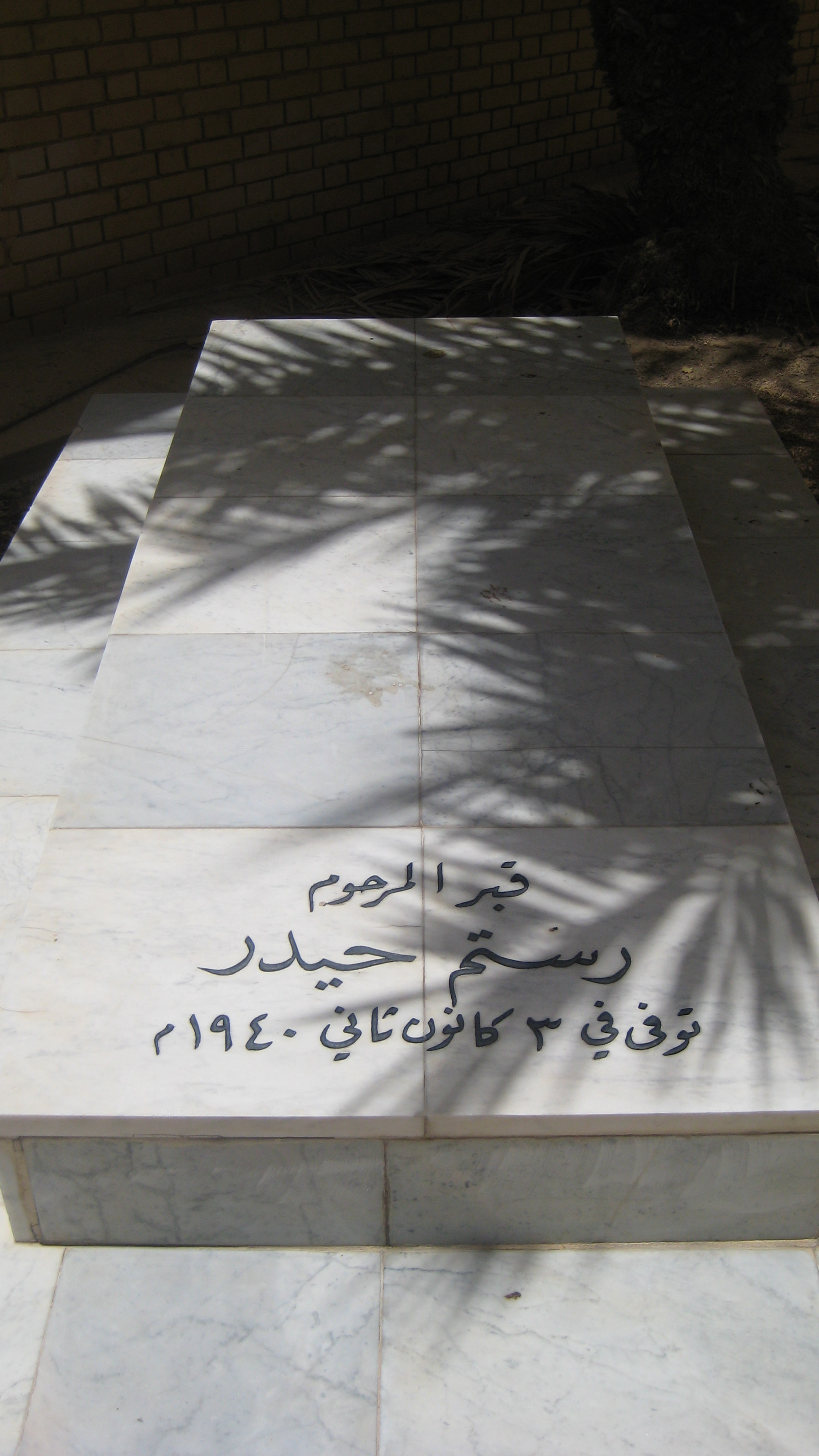
قبر رستم حيدر الذي توفي عام 1940